# Julen har bragt velsignet bud
Julen har bragt velsignet bud er en dansk julesalme med tekst af B.S. Ingemann fra 1839 og med melodi af C.E.F. Weyse.
Julesalmen blev skrevet til præstefamilien Fenger i Lynge præstegård syd for Sorø, hvor Ingemann selv boede. Ingemann beskriver i salmen, hvordan børnene i præstegården oplevede julen og juleevangeliet..
Poul Dam har kaldt Julen har bragt velsignet bud en "juletræssalme" og set den i parallel til Grundtvigs Jule-Aften! Du er skjøn fra 1838.
Hos Ingemann hedder det "Grenen fra livets træ står skønt / med lys som fugle på kviste", mens Grundtvig skriver "Livets træ med lys i top / vokste i Guds have op".
Salmen blev oprindeligt kaldt “Børnenes Julesang”, men blev sandsynligvis ikke regnet for en salme oprindeligt.
Salmen kom med i Psalmebog til Kirke og Huus-Andagt (Roskilde Konvents Salmebog) i 1855. I Den Danske Salmebog 2003 har den nr. 119.

## Historie
I slutningen af 1839 modtog Ingemann en henvendelse fra sin gode ven og sognepræst Ferdinand Fenger i Lynge ved Sorø. Her blev Ingemann opfordret til at skrive et juledigt til familiens børn, efter han to gange før havde skrevet digte til Fenger-familien. Udgangspunktet for juledigtet var derfor ikke tænkt til kirkebrug, men det siges, at Ingemann havde familiens børn og sognegården for øje. Salmen blev efterfølgende alligevel optaget i en salmebog, mens han levede, og herefter brugt til gudstjenester. Ingemann blev efterfølgende mødt med en del kritik.
Salmen blev trykt i “Trestemmige Sang til Brug ved Skoleundervisningen” i 1841 og har haft en stor plads i datidens skolesangsrepertoire ligesom mange andre af hans sange og salmer.

## Melodi
Melodien til Julen har bragt velsignet bud er skrevet af C.E.F. Weyse i 1841. Oprindeligt er salmen skrevet i 6 vers, men Weyse binder med sin melodi disse sammen to og to. Julesalmen består derfor af tre strofer.
I Koralbogen fra 2003 er melodien noteret i Eb-dur. Salmen spænder en none fra bb1 til c2 og taktarten er 6/8. Salmens meloditoner holder sig inden for den diatoniske skala.